# Agostino Coltellini
Agostino Coltellini (francisé en Augustin Coltellini ; né le 17 avril 1613 à Florence et mort le 26 août 1693 dans la même ville) est un littérateur italien du XVIIe siècle, fondateur de l'Académie des Apatisti.

## Biographie
Né à Florence le 17 avril 1613, d’une famille noble, originaire de Bologne, il n’avait encore que dix-huit ans, lorsqu’en 1631, il fonda dans sa propre maison la célèbre Académie des Apatisti. Des jeunes gens studieux venaient s’y exercer à la poésie et à l’éloquence. S’étant lui-même consacré à la jurisprudence, il prit ses degrés, fut reçu docteur, et se livra en même temps aux exercices du barreau et à l’enseignement de la science des lois, dont il démontrait chez lui les principes à la jeune noblesse ; mais il ne put soutenir longtemps cette vie fatigante, et, renonçant à tout le reste, il se donna aux soins de l’académie qu’il avait fondée, et à laquelle se firent bientôt inscrire les premiers littérateurs, non seulement de l’Italie, mais encore des pays étrangers. Après sa mort, cette académie fut placée par le grand-duc Cosme III de Médicis dans l’Université de Florence, avec une forme et des règlements particuliers.
Coltellini a publié plusieurs opuscules, tant en prose qu’en vers, où il faisait briller beaucoup de goût et de connaissances littéraires. Il était membre de l’Accademia della Crusca, et fut quatre fois consul de l’Académie Florentine. Il a été loué par un grand nombre d’écrivains. On trouve dans les Fastes consulaires de Salvino Salvini les détails les plus circonstanciés sur l'Académie des Apatisti, dont Coltellini fut le fondateur, et qui lui a fait plus de réputation que ses écrits. Coltellini est mort à Florence le 26 août 1693.